# Henry Ely
Henry Arturo Ely Rodríguez (* 9. Januar 1939 in Santiago de los Caballeros; † 28. Februar 2021 in Santo Domingo) war ein dominikanischer Opernsänger (Tenor).

## Leben
Ely erhielt seine erste musikalische Ausbildung als Mitglied des Coro José Oviedo García unter Leitung von Apolinar Bueno. Ab 1964 studierte er an der Accademia Nazionale di Santa Cecilia in Rom bei Inge Caggiano. Er setzte seine Ausbildung am Centro de Perfeccionamiento des Teatro Massimo in Palermo bei Ines Alfani-Tellini und Gino Bechi fort. Er erhielt dann ein dreijähriges Engagement am Teatro Massimo und trat in dieser Zeit u. a. in den Opern Arlechinatta, Partita a Pugni, La traviata, La Fanciula del West und Pagliacci auf.
1968 hatte Ely Auftritte im Fernsehen von Cleveland in den USA. 1975 nahm er an den Operntagen des Teatro Nacional de Santo Domingo teil. Im Folgejahr erhielt er Goldmedaillen als Künstler und Konzertsänger des Jahres. 1977 trat er am Teatro Nacional in den Opern Carmen und La Traviata auf. Für seinen Auftritt in Il Trovatore 1980 wurde er mit der Talía de Plata ausgezeichnet. 1983 gab er in Miami ein Konzert mit dem Pianisten Vicente Grisolía.
Ende der 1980er Jahre nahm er am vom Impresario Américo D’Santis in Rom veranstalteten Festival Opera Sotto le Stelle teil, 1992 an der Uraufführung von Antonio Bragas Oper 1492 am Teatro Nacional. Ely nahm mehrere Platten auf, darunter Selecciones de óperas, Hermanas Mirabal, Henry Ely en eterno amor und Mi Quisqueya. Er wurde mit dem Ehrentitel der Facultad de Humanidades der Universidad Autónoma de Santo Domingo und dem Orden de Duarte Sánchez y Mella ausgezeichnet.